# Kamil Małecki
Kamil Małecki (* 2. Januar 1996 in Bytów) ist ein polnischer Radrennfahrer.

## Sportlicher Werdegang
Mit dem Wechsel in die U23 wurde Małecki Mitglied im UCI Continental Team CCC Sprandi Polkowice, für das er fünf Jahre fuhr. Seine ersten Erfolge erzielte er 2017 und 2018, seine bisher erfolgreichste Saison war 2019, als er die Gesamtwertungen der Bałtyk-Karkonosze Tour und der CCC Tour-Grody Piastowskie für sich entscheiden konnte.
Aufgrund seiner Erfolge in der Vorsaison wurde Małecki 2020 Mitglied im UCI WorldTeam CCC. Mit dem Giro d’Italia 2020 nahm er erstmals an einer Grand Tour teil und beendete diese auf Platz 68 der Gesamtwertung.
Nach Auflösung des CCC Teams wechselte Małecki zur Saison 2021 zum Team Lotto Soudal, nach einem Becken- und Schlüsselbeinbruch konnte er jedoch erst im August in die Saison einsteigen. Nachdem er auch in der Saison 2022 ohne nennenswerte Ergebnisse geblieben war, erhielt er keinen neuen Vertrag bei Lotto-Soudal. 
Im November 2022 wurde bekannt, dass Małecki zur Saison 2023 zum deutsch-polnischen UCI Continental Team Santic-Wibatech wechseln sollte, um dort die Rolle als Kapitän zu übernehmen. Durch eine Ausstiegsklausel kam er jedoch aus dem Vertrag und wurde Mitglied im Q36.5 Pro Cycling Team.

## Erfolge
2017
- Nachwuchswertung Dookoła Mazowsza
- eine Etappe Carpathian Couriers Race

2018
- International Race Grand Prix Doliny Baryczy Milicz

2019
- Gesamtwertung und eine Etappe Bałtyk-Karkonosze Tour
- Gesamtwertung und eine Etappe CCC Tour-Grody Piastowskie

## Grand-Tour-Platzierungen
| Grand Tour            | 2020 | 2021 | 2022 | 2023 | 2024 |
| --------------------- | ---- | ---- | ---- | ---- | ---- |
| Giro d’ItaliaGiro     | 68   | –    | –    | –    | –    |
| Tour de FranceTour    | –    | –    | –    | –    | –    |
| Vuelta a EspañaVuelta | –    | –    | 125  | –    | –    |